# Artaxerxes II (sassànida)
Artaxerxes II o Ardashir II fou rei sassànida de Pèrsia del 379 al 383.
Quan Ormazd II va morir, el fill gran Adarnases (Adar Narseh) fou aclamat pels nobles i sacerdots, mentre el segon fill era cegat i el tercer, Ormazd, va acabar fugint a Roma; el quart fill Sapor Sakanshah era a la part oriental del regne governant un territori; quan els nobles van veure perduda la seva aposta van proclamar rei al fill encara no nascut d'Ormazd II, Sapor II, (que va néixer als 40 dies de la mort del pare) i així van conservar el poder fins que el rei va arribar a l'edat de governar (vers 330); una altra dona d'Ormazd II també estava prenyada quan va morir el rei, i va donar a llum al príncep Artaxerxes.
Artaxerxes fou nomenat rei d'Hajab (Adiabene) el 344 i va conservar aquest govern fins al 376 i pels relleus se suposa que va participar en el 363 en la defensa de l'Imperi sassànida contra l'emperador Julià l'Apòstata.
El 379 Sapor II el va nomenar successor amb la condició que havia d'abdicar a favor del fill menor de Sapor II, també anomenat Sapor (III) quan aquest arribés a la majoria d'edat. Poc després va morir Sapor i Artaxerxes fou proclamat rei. Va governar uns quatre anys i fou deposat el 383 pels nobles que van portar al tron a Sapor III.
A Armènia Manuel Mamiconi es va revoltar per l'assassinat de Musel Mamiconi, cap del partit proromà, per part del seu rival Varasdat, nomenat pels romans; Manuel va prendre el poder i va governar com a rei però va deixar la regència de dos joves prínceps a la reina Zarmandukht, vídua del rei Pap d'Armènia; el 379 es va sotmetre a Pèrsia i Artaxerxes va enviar com a marzban (marcgravi o governador) a Suren, que va governar conjuntament amb Manuel i la reina; aquesta situació no va durar i vers el 381 els perses foren expulsats, i Manuel va governar junt amb la reina regent fins que els prínceps es van casar amb una filla de Manuel i una del nakharar Isaac Bagratuní, i Manuel els va proclamar reis el 384.
Ni a les monedes ni a les inscripcions Artaxerxes utilitzà normalment el títol de "rei d'Iran i del No Iran" (només en comptades ocasions) i en canvi va fer servir el de "Rei de reis dels iranians". Va deixar relleus en pedra a Taq-e Bostan prop de Kermansah. Fou considerat savi, generós i lleial i va rebre el sobrenom de "El Benefactor" (ninukar).